# Tourillon (mécanique)
Pour les articles homonymes, voir Tourillon.

## Mécanique

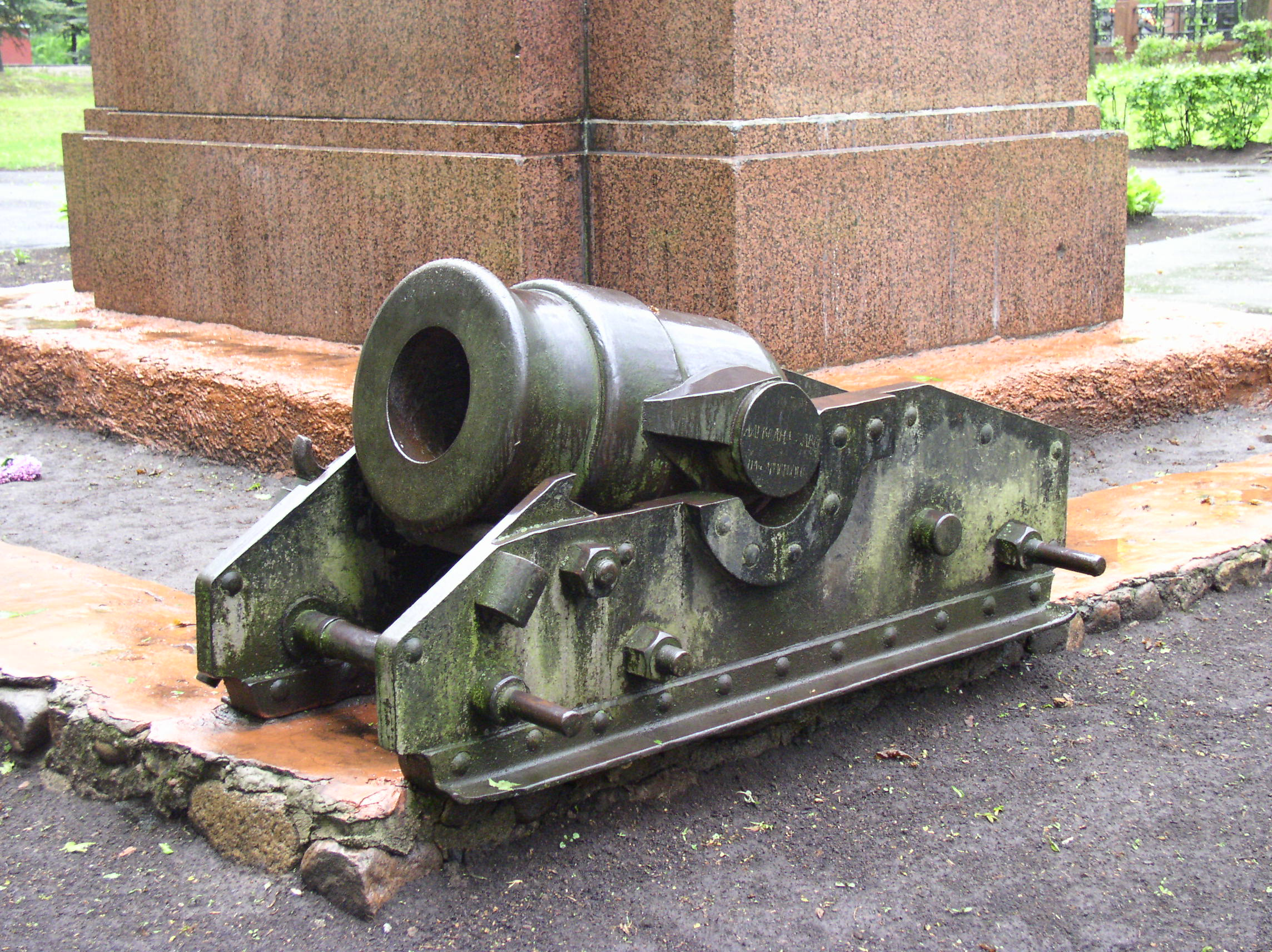
Les tourillons de ce canon de siège sont les deux éléments qui le maintiennent sur son affût.

Un tourillon est la partie cylindrique rectifiée d'un arbre de transmission réalisée pour assurer un guidage en rotation.

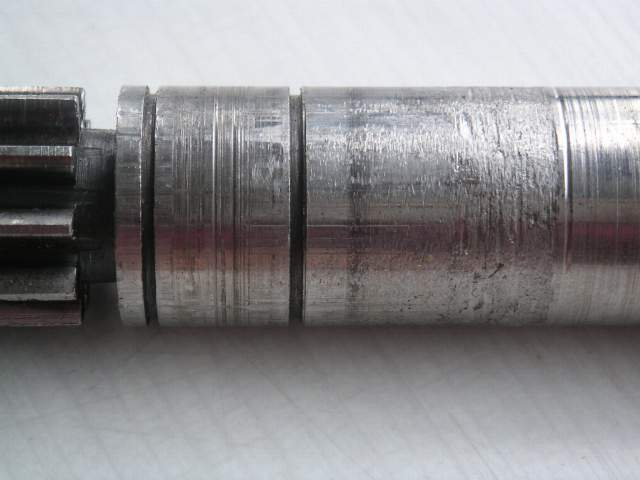
Un tourillon usagé.

Les tourillons sur les arbres tournants (vilebrequin, arbre à cames) sont très souvent maintenus dans des paliers par l’intermédiaire de roulements ou de coussinets. Concernant les vilebrequins, il ne faut pas confondre le tourillon ou soie, situé sur l'axe de rotation, avec le maneton, excentré, sur lequel s'articule la bielle.

## Manutention
Les tourillons sont aussi utilisés pour la manutention de charges lourdes. Emmanchés dans des plastrons, ils sont constitués de deux soies séparées par des joues : 
- la soie principale permet la dépose ou le basculement du colis sur un bâti (dans des logements appelés porte-tourillon),
- la soie externe permet le levage de la charge au moyen de brimbales.